# 大坝镇 (和平县)
大坝镇是中国广东省河源市和平县下辖的一个镇，下辖1个居委会和15个村委会。人口38000多人。

## 地理位置
大坝镇南部为阳明镇，北部为上陵镇，东部为优胜镇，西部为热水镇，面积为164平方公里。

## 行政区划
大坝镇下辖以下村级行政区划单位
街道社区、龙狮村、金星村、石陂村、水背村、超田村、上正村、汤湖村、合水村、鹅塘村、石谷村、石井村、坪溪村、半坑村、高发村和老正村。

## 资源
- 矿产资源：有高岭土矿、稀土矿、莹石矿、钾长石矿、花岗岩矿、钴矿、铁矿等。
- 地热资源
- 水力资源